# La Manche libre
La Manche libre est un hebdomadaire normand d'information générale. Il est le premier journal hebdomadaire régional de France avec une diffusion payée de 57 622 exemplaires (en moyenne) par numéro en 2018.

## Histoire
Il est créé en 1944 par le Saint-Lois Joseph Leclerc. Il occupe rapidement la plus grande partie de l'espace laissé libre par la disparition des hebdomadaires locaux publiés avant la Seconde Guerre mondiale. Dans les années 1945-1970, son tirage oscille entre 50 000 et 55 000 exemplaires, répartis comme suit (1947) :
| Édition   | Nbre. d'ex. par tirage |
| --------- | ---------------------- |
| Cherbourg | 4 000                  |
| Saint-Lô  | 14 000                 |
| Coutances | 14 000                 |
| Granville | 4 000                  |
| Avranches | 10 000                 |
| Mortain   | 8 500                  |
| Vire      | 4 000                  |

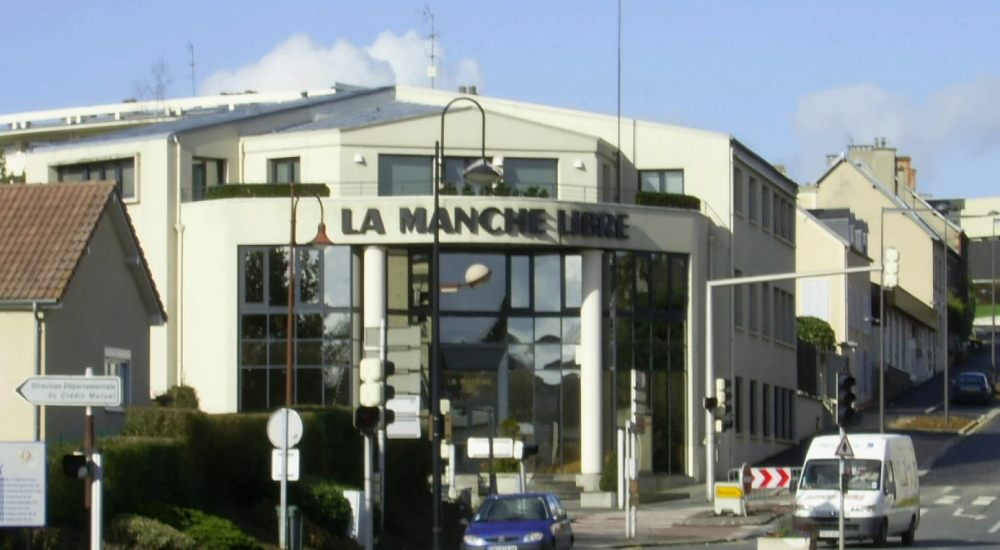
Siège du journal.

Après une période de soutien très nette au MRP, le journal atténue ses engagements politiques, tout en restant proche de la droite locale, dans ses composantes démocrate-chrétienne et gaulliste[réf. nécessaire]. Il est également un soutien fervent du mouvement de modernisation agricole[réf. nécessaire] engagé à partir des années 1950 autour de la JAC, et du mouvement syndical et coopératif agricole. Lors de l'élection présidentielle de 2007, le propriétaire du journal a appelé à voter pour Nicolas Sarkozy, à la Une du journal. Il répète cette prise de position, sans citer explicitement le nom du président sortant, en 2012 par un éditorial de Benoît Leclerc. La famille propriétaire de l'hebdomadaire est catholique et conservatrice.
La Manche libre reste l'un des rares titres indépendants de France, possédant sa propre imprimerie, sa radio (Tendance Ouest), sa régie publicitaire (Régie Ouest) et son réseau de distribution. Il ne possède pas de conseil d'administration et aucun syndicat n'est connu dans l'entreprise, ni de délégué du personnel d'ailleurs. Le fils du fondateur, Benoît Leclerc a séparé l'activité d'impression (sous le nom de CIPO, Centre d’impression de presse de l’Ouest), une filiale de La Manche Libre quelques mois avant le changement de rotative.
En 2024, une enquête menée par Arrêt sur images pointe une dérive autoritaire dans la gestion du personnel, et l'interdiction de traiter certains sujets comme les questions LGBT.

## Diffusion
La Manche Libre imprime cinq éditions dans la Manche : l'édition d'Avranches-Saint-Hilaire-du-Harcouët, l'édition de Granville, l'édition de Coutances, l'édition de Cherbourg et l'édition de Saint-Lô. Il est également présent dans le département du Calvados, grâce aux éditions du Bessin (Bayeux) et du Bocage (Vire) appelées respectivement Le Bessin Libre et Le Bocage Libre. Historiquement, le Centre-Manche est la zone d'implantation la plus solide du journal. Dans le même format de média, il est accompagné par le quotidien Ouest-France. Il doit par contre faire face à l'hebdomadaire La Gazette de la Manche dans l'Avranchin et le Mortainais du groupe Publihebdos, et surtout, dans le Cotentin, aux éditions quotidiennes et dominicales de La Presse de la Manche. Il est composé d'une partie d'informations générales et magazine, commune à toutes les éditions, d'un cahier « Petites annonces », ainsi que d'un cahier de pages locales spécifiques à chaque édition (d'une trentaine à 72 pages). Chaque semaine, TV magazine est distribué avec La Manche Libre. Le journal et ses suppléments sont vendus au prix de 1,80 €[réf. souhaitée].
Depuis l'édition du 26 mai 2007, la maquette du journal a été remodifiée à la suite de l'adoption d'une nouvelle rotative double laize Goss Uniliner qui permet d'imprimer intégralement le journal en couleur. Depuis cette date, le cahier « Sports » est détaché du cahier local (qui regroupe toujours les « Faits divers »). En février 2015, le cahier sports disparaît et les sports intègrent le cahier local. L'ancienne rotative est revendue au groupe Vivrici. En mai 2007, La Manche Libre reçoit deux étoiles de l'Alliance pour les chiffres de la presse et des médias (OJD), représentant plus de 1 095 exemplaires en 2006 et plus forte progression en valeur absolue sur cinq ans avec la vente de plus de 5 130 exemplaires[réf. nécessaire].

## Rédaction
Quelques noms de journalistes professionnels qui ont collaboré à cet hebdomadaire : Laurent Houssin, Jacques Jacob, Philippe Bertin, Nicolas Thomas, Jean-Pierre Marie (1950-2018), André Picquenot, Jean-Michel Benquet et Jean-Stéphane Vincent[réf. souhaitée].